# کرون جاب

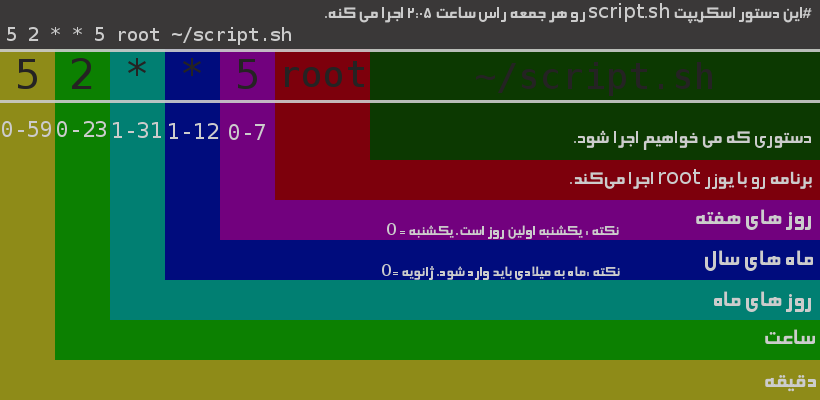
نمونه ای کارکرد دستور اجرای زمان بندی شده یک اسکریپت در لینوکس

کرون جاب (به انگلیسی: Cron job) قابلیتی است در سیستم عامل‌های بر مبنای یونیکس که وظیفهٔ اجرای برنامه در زمان بندی‌های خاص را بر عهده دارد. کرون جاب این قابلیت را برای کاربران ایجاد می‌کند تا بتوانند کارها (دستورها و شل اسکریپت) به صورت زمان بندی شده و در دوره‌های مشخص اجرا کند.
| *         | any value            |
| ,         | value list separator |
| -         | range of values      |
| /         | step values          |
| @yearly   | (non-standard)       |
| @annually | (non-standard)       |
| @monthly  | (non-standard)       |
| @weekly   | (non-standard)       |
| @daily    | (non-standard)       |
| @hourly   | (non-standard)       |
| @reboot   | (non-standard)       |

زمانبندی های پیشفرض
1. زمانبندی * * * * * : هر دقیقه کرون جاب اجرا شود.
2. زمانبندی * * * * */5 : هر 5 دقیقه یکبار کرون جاب اجرا شود.
3. زمانبندی * * * * 0 : هر ساعت یکبار کرون جاب اجرا شود.
4. زمانبندی * * * 12,0 0 : در روز 2 بار  در ساعت های 12 و 24 کرون جاب اجرا شود.
5. زمانبندی 0 * * 0 0 : هر هفته یکبار کرون جاب اجرا شود.
6. زمانبندی * * 1 0 0 : هر ماه یکبار کرون جاب اجرا شود.
7. زمانبندی * 1 1 0 0 : هر سال یکبار کرون جاب اجرا شود.